# Parkpolitik
Parkpolitik (engelsk: Urban Forestry, tysk: Arboristik) betegner dels planlægning, oprettelse og forvaltning af alle slags træer (herunder gadetræer), grønne områder, parker og skove i tilknytning til byområder, dels arbejdet med at sikre de bedst egnede træer gennem træforvaltning.
Parkpolitik udviklede sig allerede i mellemkrigstiden ikke mindst i Tyskland og USA, og herfra gik inspirationen videre til andre lande, blandt andre Danmark.

## Emner
Parkpolitik omfatter ulige emner, herunder:
1. Fastlæggelse af retningslinjer for typer (klasser), størrelse og indretning af grønne områder,
2. Den konkrete fastlæggelse af byparkers beliggenhed og afgrænsning,
3. Træforvaltning, herunder valg af egnede træsorter og træpleje (beskæring, kamp mod forrådnelse, beskyttelse mod saltskader og lignende),
4. Parkpolitik som led i et sundere bymiljø (makro-, meso- og mikromiljøer), herunder træers, buskes og blomsters indflydelse på luftforurening og som levested for vilde dyr i byområder.

### Retningslinjer for grønne områder
På grundlag af studier af parkplanlægningen i Danmark og udlandet (Køge Bugt-fingeren, Amsterdam, Hamburg, Stockholm) kunne Paul Derose i 1970 fastslå, at der syntes at være et alment behov for grønne områder på ca. 500 m² fordelt på:
1. Grønne arealer, legepladser og idrætsanlæg inden for byområdet: omkring 50 m² pr. indbygger.
2. Bynære landskaber (nærrekreative områder) til dels i umiddelbar tilknytning til de samlede boligområder og indtil 15 km fra byområdet: omkring 190 m² pr. indbygger.
3. Store landskabsområder (fjernrekreative områder) beliggende under hensyn til landskabelige værdier og indtil 50 km fra byområdet: omkring 250 m² pr. indbygger[2].

Siden Derose opstillede disse rammer for parkplanlægningen er der sket en yderligere differentiering således, at man kan regne med følgende kategorisering:
- byparker, fordelt på traditionelle parker, legepladser, grønne korridorer og friarealer i tilknytning til vandløb.
- bydelsparker eller nærrekreative områder for 5-10.000 personer, mindst 500 m brede og med et mindsteareal på 2 km².
- grønne lunger[3] for 50.000 personer eller mere og med et mindsteareal på 10 km².
- åbne landskaber for fjernrekreation.
- arealer til særlige formål: sportspladser, badestrande, sejlsportshavne, rideanlæg, kolonihaver, botaniske og zoologiske haver, kirkegårde og lignende[4].
- naturfredede områder, områder for videnskabelig forskning[5] samt grundvandsbeskyttelsesområder[6].
- mindre beplantninger i byer så som gadetræer, beplantninger ved offentlige ejendomme, ved etageboligområder, ved villaer og rækkehuse, i tilknytning til industrier, på offentlige pladser eller som enkelttræer med mere.

## Danmark
Allerede C.Th. Sørensen gjorde sig i 1931 til talsmand for en bevidst parkpolitik. I sin bog om dette emne afviste han imidlertid opstillingen af normer for grønne områder under henvisning til, at Danmark (dengang) kun havde eet egentligt storbyområde, hvor dette kunne være relevant. I stedet lagde han vægten på sognekommunernes parkpolitik, idet han påviste, at der inden for dette område var mange emner at tage fat på:
- kirkegårde,
- præstegårdshaver,
- skolehaver,
- legepladser (herunder skrammellegepladser),
- sportspladser (idrætsanlæg),
- vejbevoksninger,
- lystanlæg (byparker) i stationsbyer,
- kolonihaver,
- naturfredning.

Hans bog blev dengang anset for at dække et så værdifuldt emne, at et eksemplar blev skænket til hver eneste sognekommune i hele landet.
I forlængelse af C.Th.Sørensens argumentation fremlagde det dengang selvoprettede udvalg til egnsplanlægning for Københavnsegnen en landskabsanalyse, hvor man gjorde sig til talsmand for i tide at sikre grønne områder i form af et net af stier for gående og cyklende, badestrande, såkaldte parkveje (veje med træbeplantninger) og naturfredninger af arealer i tilknytning til søer, vandløb og skove for de da hastigt voksende omegnskommune-befolkningers friluftsliv. Dette forslag blev kort efter 2. verdenskrig fulgt op af det berømmelige forslag om en fingerplan for Storkøbenhavn, hvor parkpolitik – ikke mindst i form af "grønne kiler" – indgik som et hovedtræk.
I forbindelse med planlægningen af Køge Bugt-fingeren indgik sikringen af grønne områder (34 m² per indbygger) som et led i planmålsætningen. Senere erfaringer viste, at dette var for lidt i forhold til befolkningens behov. Ligeledes indgik dels planlægningen af Vestskoven, dels Køge Bugt Strandpark som aktive led i Køge Bugt-planarbejdet; begge tiltag har været af stor betydning for den stedlige befolknings friluftsliv.
Da Egnsplanudvalget for Hovedstadsområdet omkring 1970 udarbejdede egnsplanen (senere kaldet regionplanen) for Hovedstadsområdet, indgik sikring af grønne områder og parker ligeledes som en væsentlig del af arbejdet. Hovedvægten i egnsplanarbejdet blev lagt på at skabe store, samlede udflugtsområder (naturparker) for storbyområdets befolkning, hvorimod sikringen af nærområder til fritidsformål blev en opgave for de enkelte kommuner. Først senere blev sikring af de såkaldte "grønne kiler" imellem de bymæssige områder i "byfingre" og "håndflade" også en del af regionplanen.
Siden årtusindskiftet er skovrejsning blevet en del af den statslige parkpolitik.

## Litauen
I Kaunas i Litauen fik parkpolitik en hovedprioritet efter at "De Grønne" havde vundet et lokalvalg. Man foretog en total registrering af samtlige parker og grønne områder i byen, herunder større landskabsparker i kommunens udkant. Derefter lod man udarbejde en 12-siders folder indeholdende en kort beskrivelse af hver park eller fredningsområde samt et oversigtskort for derved at bevidstgøre byens indbyggere om disse værdier. Ligeledes foretog man en analyse af parkernes fordeling i forhold til befolkningsfordelingen og fandt herved en vis skævdeling af det indbyrdes forhold mellem disse. Resultatet var en bred folkelig opbakning bag byens parkpolitik, herunder oprettelsen af 7 helt nye parker og udvidelsen af 4 eksisterende parker.

## Holland
I Holland gjorde daværende professor Maas i "Tweede Nota over de Ruimtelijke Ordening in Nederland" (oversat: Anden nota om planlægning i Nederland, 1966) sig til talsmand for et samlet system af rekreative områder på ulige niveauer for Amsterdam bestående af:
1. nationalparker,
2. regionalparker,
3. byregionparker,
4. byparker,
5. bydelsparker og
6. kvarterparker[15].